# William Katt

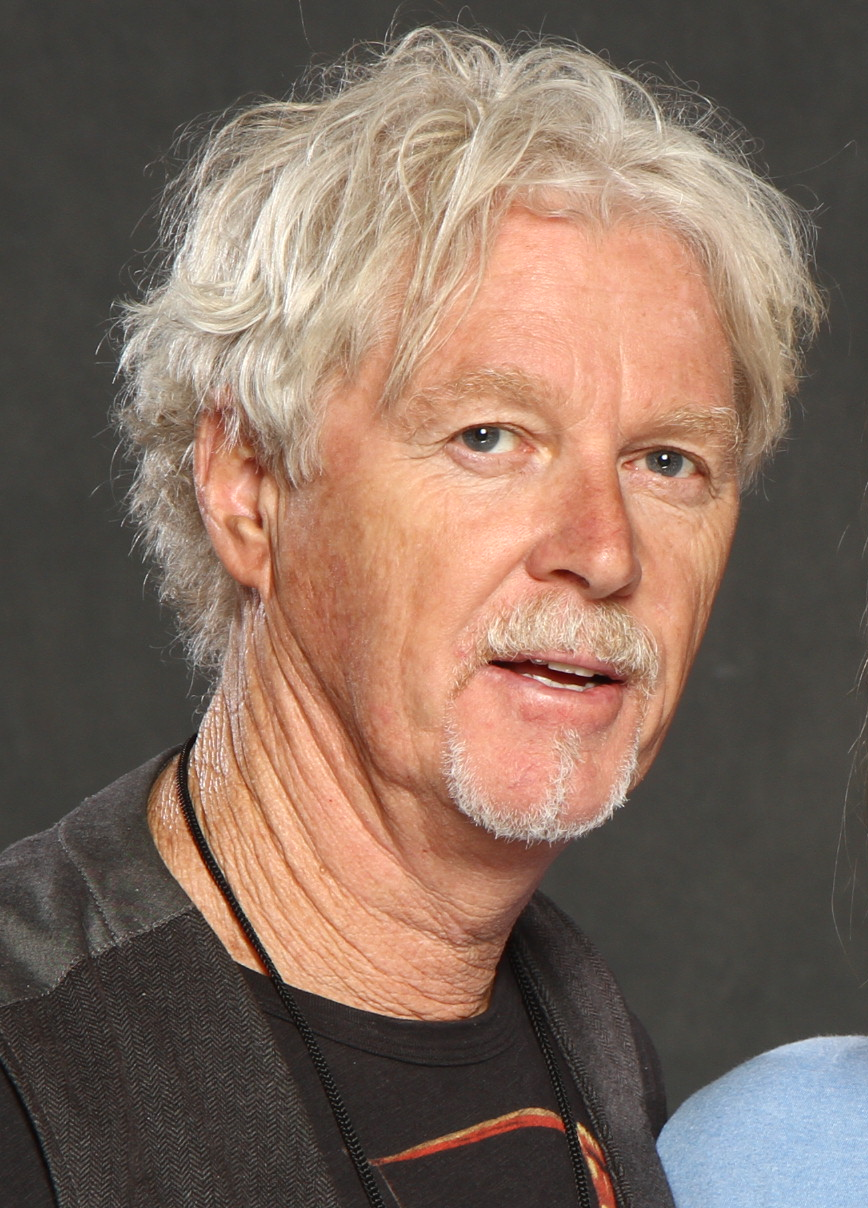
William Katt (2014)

William Katt (* 16. Februar 1951 in Los Angeles, Kalifornien) ist ein US-amerikanischer Film- und Fernsehschauspieler.

## Leben
William Katt wurde als Sohn des Schauspielers Bill Williams (gebürtig als „Wilhelm Katt“ deutscher Herkunft) und der Schauspielerin Barbara Hale geboren. Schon während seiner Kindheit verbrachte er daher Zeit an Filmsets. Er besuchte das Orange Coast College, bevor er eine Karriere als Musiker begann. Außerdem widmete er sich der Schauspielerei und übernahm ab Anfang der 1970er-Jahre Auftritte in kleinen Fernsehrollen. 
Zu seinen frühen Filmrollen gehören die des beliebten Schülers Tommy Ross in Brian De Palmas Kultfilm Carrie aus dem Jahr 1976 und als Sundance Kid in dem Film Butch & Sundance – Die frühen Jahre von 1979, ein Prequel des erfolgreicheren Filmklassikers Butch Cassidy und Sundance Kid. Katt sprach auch für die Rolle des Luke Skywalker in Star Wars (1977) vor, die dann aber an Mark Hamill ging. Katt ist in der Surfergemeinschaft auf Grund seiner Rolle als Barlow in dem Film Tag der Entscheidung (1978) sehr bekannt, der am 26. Mai 1978 herauskam. 2004 erhielt er großen Applaus von begeisterten Surf-Profis, als er einen der Preise der Association of Surfing Professionals (ASP) bei der jährlichen World Championship Tour (WCT) präsentierte.
1981 erhielt Katt in der Fernsehserie The Greatest American Hero die Rolle des Ralph Hinkley, eines netten schüchternen Lehrers, der von Aliens einen fliegenden Anzug bekommt. Er spielte diesen Part bis zum Ende der Serie 1986. Obwohl sich Katt in seinem Kostüm immer unwohl fühlte, blieb dies zumindest in den USA bis heute seine bekannteste Rolle.
1981 spielte er die Titelfigur in dem Musical Pippin. 1986 verkörperte Katt die männliche Hauptrolle in der Horrorkomödie House – Das Horrorhaus. Ab 1985 spielte Katt die Figur des Detektivs Paul Drake Jr. in der Fernsehfilmreihe Perry Mason, einer Fortsetzung der klassischen Gerichtsserie aus den 1960er-Jahren, in der er neben seiner Mutter Barbara Hale sowie Raymond Burr auftrat. Außerdem spielte er 1989 die Hauptrolle eines Politikers in der Fernsehserie Top of the Hill sowie 1991 eine Rolle in der Fernsehshow Good Sports. Seit den 1990er-Jahren ist Katt meist in Gastrollen im Fernsehen sowie in verschiedenen Independentfilmen und B-Movies zu sehen, unter denen vor allem der 2007 gedrehte Science-Fiction-Film The Man From Earth bekannt wurde.
William Katt war von 1979 bis zur Scheidung 1986 mit Deborah Kahane verheiratet, aus der Ehe kommen zwei Kinder. Seit 1993 ist er in zweiter Ehe mit Danielle Hirsch verheiratet, mit ihr hat er auch zwei Kinder.

## Filmografie (Auswahl)

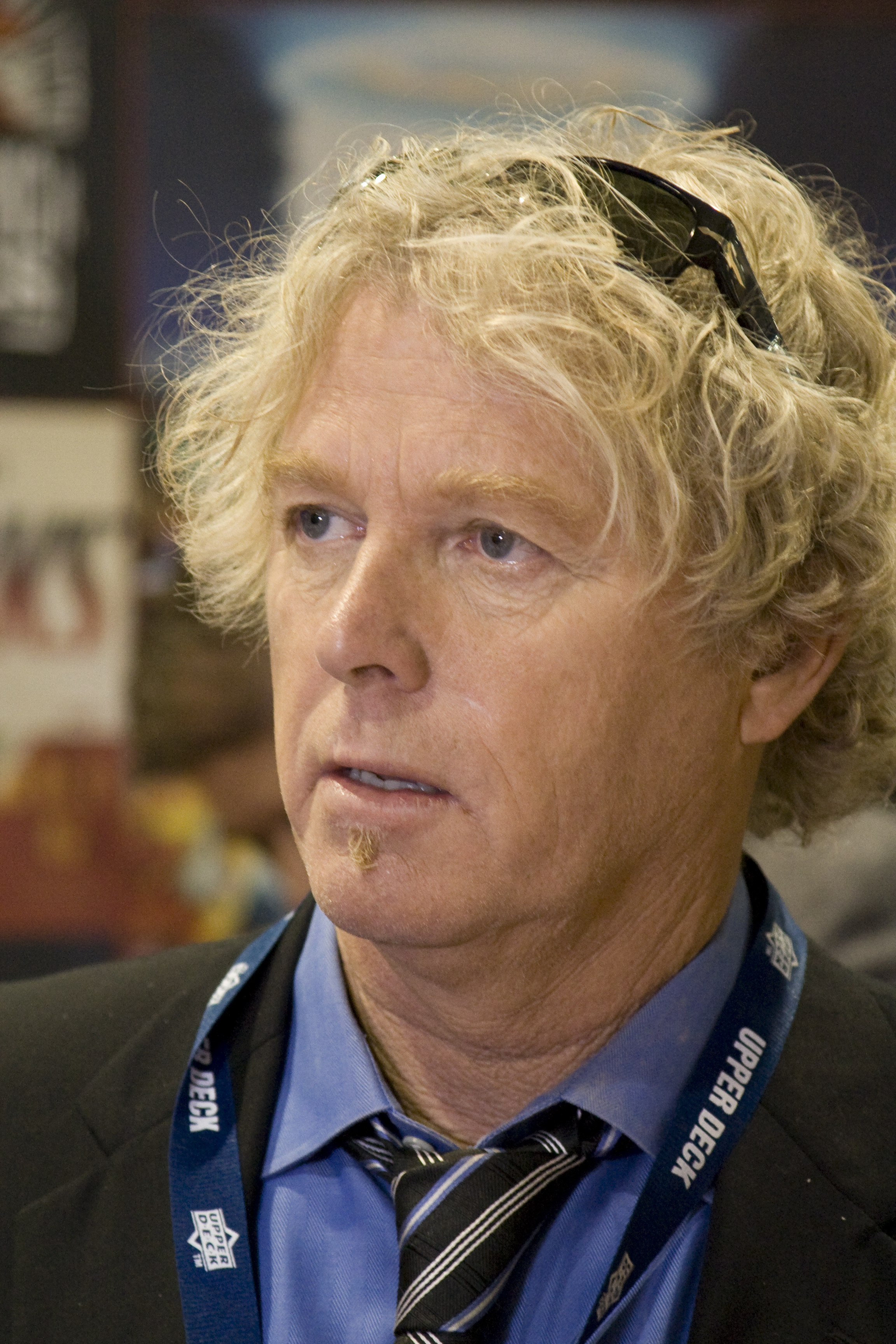
William Katt (2008)

- 1970: Flucht nach San Diego (Night Chase, Fernsehfilm)
- 1971: The Late Liz
- 1971: Die Verfolger (The Trackers, Fernsehfilm)
- 1972: Notruf California (Emergency!, Fernsehserie, Folge 1x08)
- 1972: M*A*S*H (Fernsehserie, Folge 1x12)
- 1972, 1975: Der Chef (Ironside, Fernsehserie, 2 Folgen)
- 1973: Kung Fu (Fernsehserie, Folge 1x15)
- 1974: Make-up und Pistolen (Police Woman, Fernsehserie, Folge 1x03)
- 1974: Rauchende Colts (Gunsmoke, Fernsehserie, Folge 20x09)
- 1974: California Cops – Neu im Einsatz (The Rookies, Fernsehserie, Folge 3x10)
- 1975: Kojak – Einsatz in Manhattan (Kojak, Fernsehserie, Folge 3x06)
- 1975: Doc Savage – Der Mann aus Bronze (Doc Savage: The Man of Bronze)
- 1976: Carrie – Des Satans jüngste Tochter (Carrie)
- 1977: First Love
- 1978: Tag der Entscheidung (Big Wednesday)
- 1979: Butch & Sundance – Die frühen Jahre (Butch and Sundance: The Early Days)
- 1981: Pippin: His Life and Times (Fernsehfilm)
- 1981–1986: The Greatest American Hero (Fernsehserie, 44 Folgen)
- 1985: Baby – Das Geheimnis einer verlorenen Legende (Baby: Secret of the Lost Legend)
- 1985: House – Das Horrorhaus (House)
- 1985–1988: Perry-Mason-Filmreihe (9 Fernsehfilme):
  - 1985: Perry Mason kehrt zurück (Perry Mason Returns, Fernsehfilm)
  - 1986: Perry Mason: Bezahlte Killer (Perry Mason: The Case of the Notorious Nun, Fernsehfilm)
  - 1986: Perry Mason: Tote geben keine Interviews (Perry Mason: The Case of the Shooting Star, Fernsehfilm)
  - 1987: Perry Mason: Die verlorene Liebe (Perry Mason: The Case of the Lost Love, Fernsehfilm)
  - 1987: Perry Mason: Das Hotel des Schreckens (Perry Mason: The Case of the Sinister Spirit, Fernsehfilm)
  - 1987: Perry Mason: Die verheiratete Dirne (Perry Mason: The Case of the Murdered Madam, Fernsehfilm)
  - 1987: Perry Mason: Ein gewissenloser Lump (Perry Mason: The Case of the Scandalous Scoundrel, Fernsehfilm)
  - 1988: Perry Mason und die Fehlurteile (Perry Mason: The Case of the Avenging Ace, Fernsehfilm)
  - 1988: Perry Mason: Die Tote im See (Perry Mason: The Case of the Lady in the Lake, Fernsehfilm)
- 1989: Wedding Band
- 1989: Tom Bell – Ihr Mann in Washington (Top of the Hill, Fernsehserie, 9 Folgen)
- 1991: Last Call – Eiskalte Rache einer Frau (Last Call)
- 1991: Good Sports (Fernsehserie, 5 Folgen)
- 1992: House IV
- 1992, 1993: Ein Strauß Töchter (Sisters, Fernsehserie, 2 Folgen)
- 1993: Mord ist ihr Hobby (Murder, She Wrote, Fernsehserie, Folge 9x22)
- 1993: Die Verschwörer (Dark Justice, Fernsehserie, 2 Folgen)
- 1994: Diagnose: Mord (Diagnosis: Murder, Fernsehserie, Folge 1x11)
- 1994: Models Inc. (Fernsehserie, 8 Folgen)
- 1994: The Paperboy – Mörderische Unschuld (The Paperboy)
- 1995: Ein Satansbraten ist verliebt (Problem Child 3: Junior in Love, Fernsehfilm)
- 1995: Die Rückkehr der Piranhas (Piranha, Fernsehfilm)
- 1996: Rattled – Angriff der Klapperschlangen (Rattled, Fernsehfilm)
- 1996: Devil’s Food – Eine wirklich teuflische Diät (Devil’s Food, Fernsehfilm)
- 1997: Eine himmlische Familie (Den syvende himmel, Fernsehserie, Folge 1x19)
- 1997: Viper (Fernsehserie, Folge 2x21)
- 1997: Mutter Teresa (Mother Teresa: In the Name of God’s Poor, Fernsehfilm)
- 1997: Das furchtlose Regiment (Rough Riders, Miniserie)
- 1998: Walker, Texas Ranger (Fernsehserie, Folge 6x20)
- 1998: Das Netz – Todesfalle Internet (The Net, Fernsehserie, Folge 1x01)
- 1998: Zwei ungleiche Schnüffler (Catch Me If You Can, Fernsehfilm)
- 1999: Der zuckersüße Tod (Jawbreaker)
- 2000: Begierde – The Hunger (The Hunger, Fernsehserie, Folge 2x19)
- 2001: Tod auf Abruf (Determination of Death, Fernsehfilm)
- 2001, 2004: JAG – Im Auftrag der Ehre (JAG, Fernsehserie, 2 Folgen)
- 2002: Andromeda (Fernsehserie, Folge 3x08)
- 2006: Gamers: The Movie
- 2006: Dr. House (Fernsehserie, Folge 2x19)
- 2007: The Man From Earth
- 2008: Heroes (Fernsehserie, Folge 3x02)
- 2010: Numbers – Die Logik des Verbrechens (NUMB3RS, Fernsehserie, Folge 6x14)
- 2010: Super – Shut Up, Crime! (Super)
- 2010: Mirrors 2
- 2010: Pure Country 2: Die Gabe (Pure Country 2: The Gift)
- 2013: Sparks – The Origin of Ian Sparks (Sparks)
- 2015: Subterranea
- 2017: The Man from Earth: Holocene
- 2017: Supergirl (Fernsehserie, Folge 3x08)
- 2018: Die Thundermans (The Thundermans, Fernsehserie, Folge 4x22)
- 2018: The Other Side of the Wind [in den frühen 1970ern gedreht]
- 2020: The 2nd
- 2022: Pursuit